# Bœrsch
Bœrsch (duits: Börsch) is een gemeente in het Franse departement Bas-Rhin (regio Grand Est). De plaats maakt deel uit van het arrondissement Molsheim. Bœrsch telde op 1 januari 2022 2.435 inwoners. Het uit de middeleeuwen stammende stadje had oorspronkelijk verdedigingsmuren met vier poorten, waarvan er nu nog drie bestaan.

## Geografie
De oppervlakte van Bœrsch bedroeg op 1 januari 2022 23,39 vierkante kilometer; de bevolkingsdichtheid was toen 104,1 inwoners per km². 

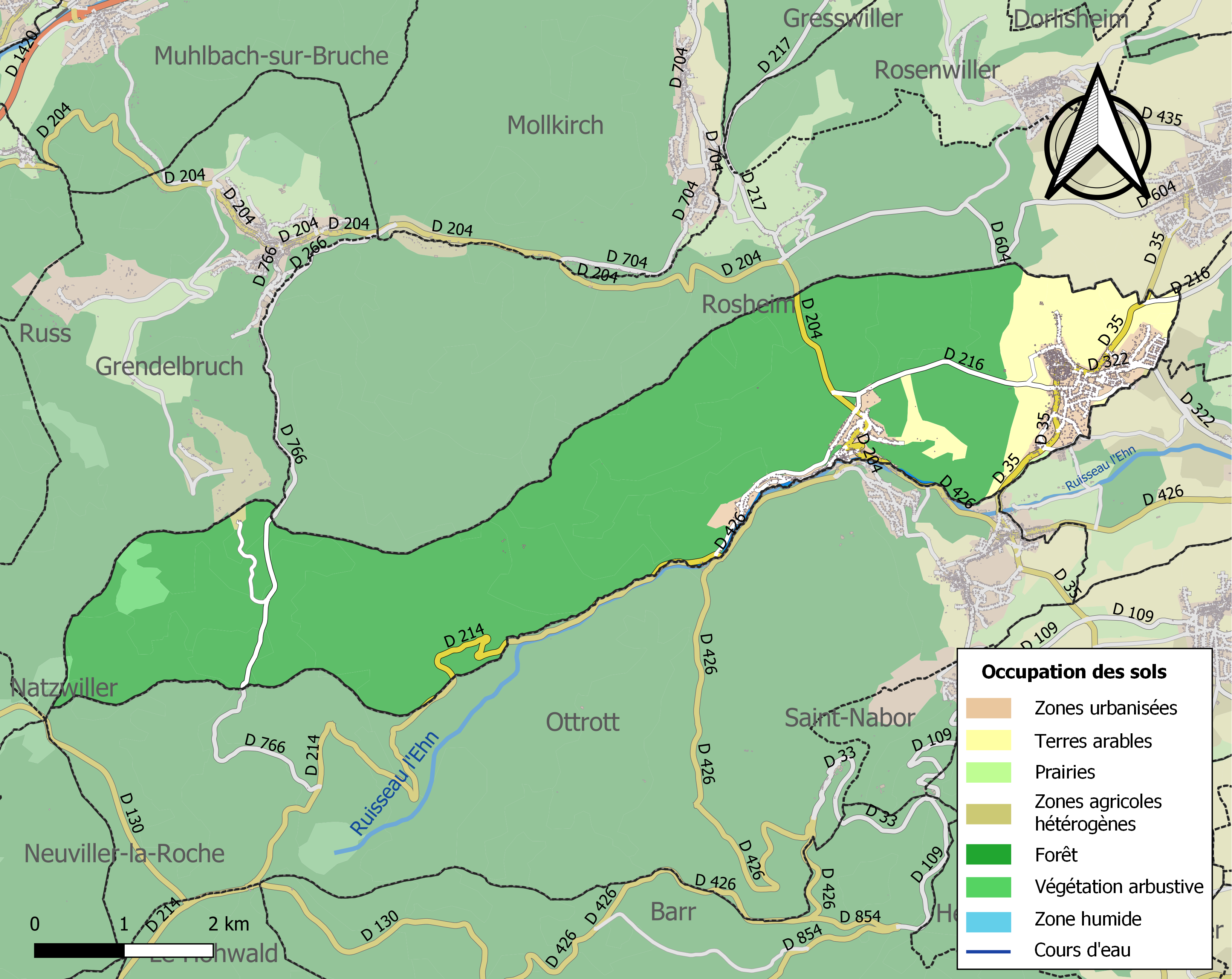
Kaart van de gemeente met de belangrijkste infrastructuur, bodemgebruik en omliggende gemeenten

## Demografie
Onderstaande figuur toont het verloop van het inwonertal (bron: INSEE-tellingen).

## Geboren in Boersch
- Charles Spindler (1865-1938), schilder, aquarellist, marqueteur, schilder en fotograaf

## Galerij

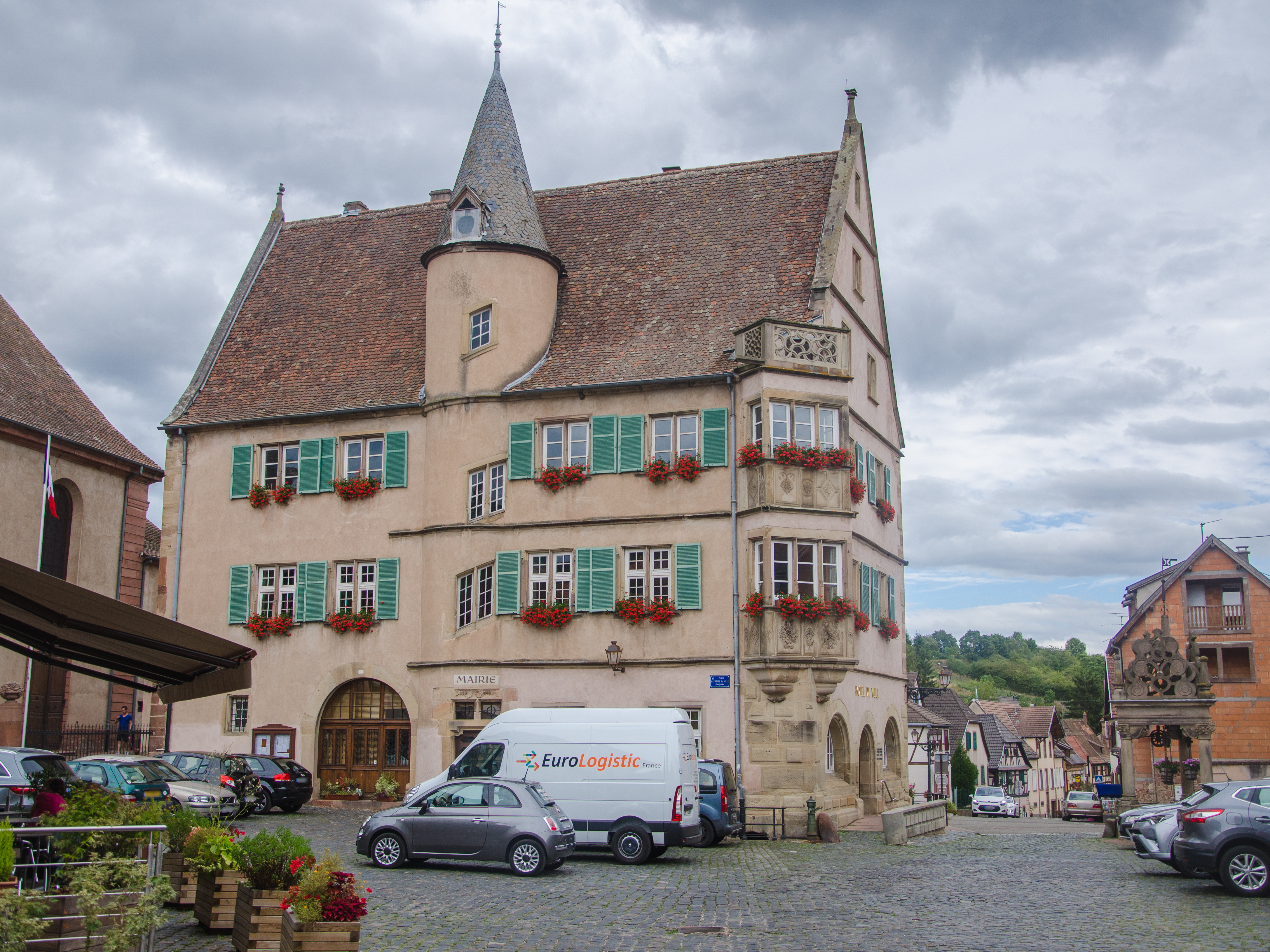
Gemeentehuis
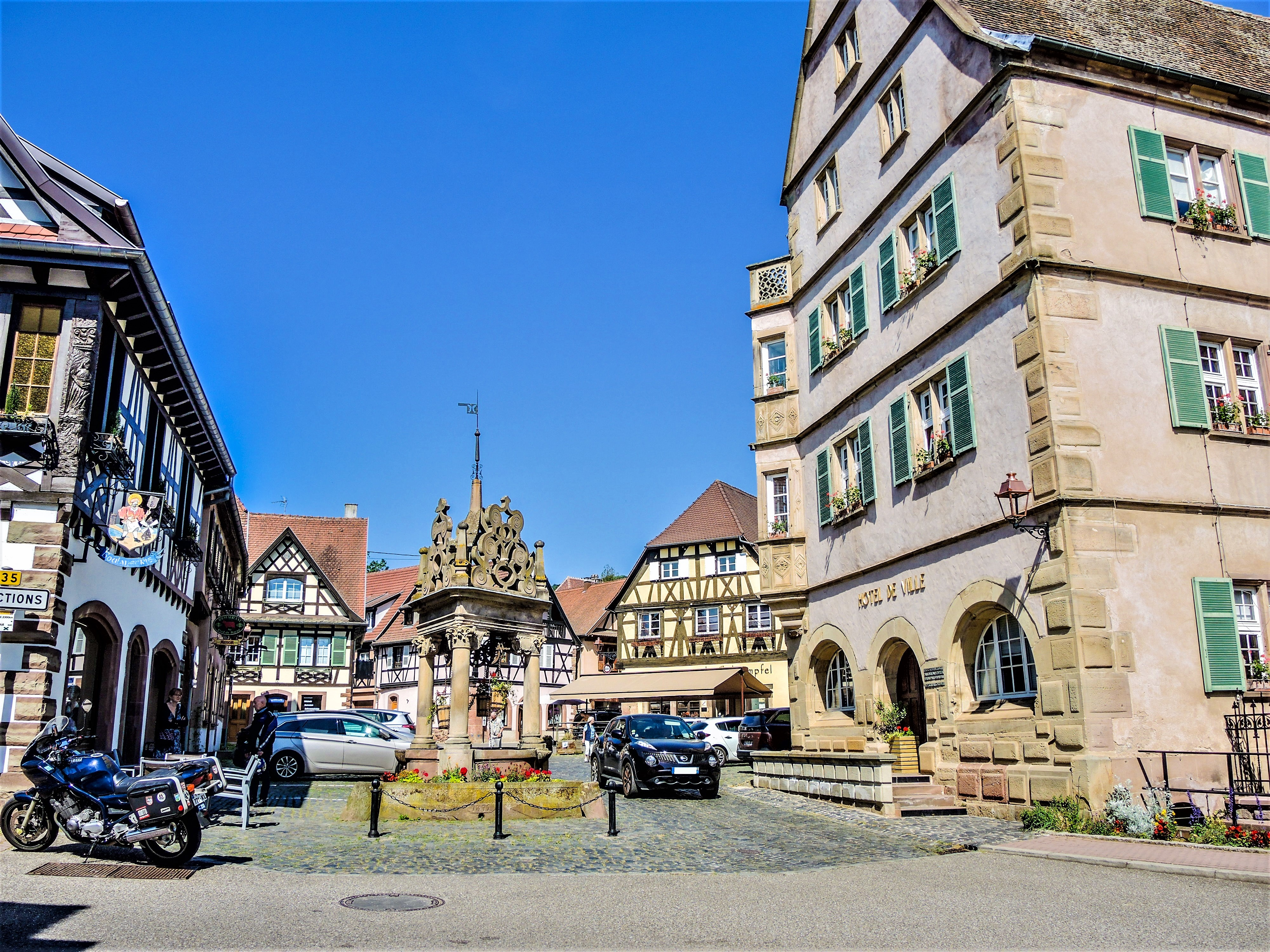
Place de la Mairie